# Sikunja
Sikunja (ryska: Сикуня) är ett vattendrag i Belarus.   Det ligger i voblasten Hrodna voblast, i den nordvästra delen av landet, 110 km nordväst om huvudstaden Minsk.
Omgivningarna runt Sikunja är en mosaik av jordbruksmark och naturlig växtlighet. Runt Sikunja är det ganska glesbefolkat, med 42 invånare per kvadratkilometer.